# Benjamin Acquah
Benjamin Acquah (* 29. Dezember 2000 in Amasaman) ist ein ghanaischer Fußballspieler.

## Karriere
Benjamin Acquah erlernte das Fußballspielen beim ghanaischen Verein Red Bull Ghana. Anschließend unterschrieb er einen Profivertrag bei Ebusua Dwarfs FC. Sein Profidebüt gab der zentrale Mittelfeldspieler am 13. Spieltag der Ghana Premier League 2019/20 bei der 2:0-Auswärtsniederlage gegen Accra Great Olympics. In insgesamt 2 Jahren kam er bei dem Verein auf 19 Ligaeinsätze und 5 Tore.
2021 wurde Acquah nach Schweden an Helsingborgs IF verliehen. Am 11. Juli 2021 debütierte er am 11. Spieltag der Superettan beim 1:0-Heimsieg gegen Akropolis IF, als er in der zweiten Halbzeit eingewechselt wurde. 2022 wurde Acquah von Helsingborgs IF fest verpflichtet.